# THEE Futures
『THEE Futures』（ジー・フューチャーズ）は、小松未可子のオリジナルアルバム。2013年2月13日にスターチャイルドから発売された。
タイトルの「THEE Futures」は、直訳すれば大切な未来の意で、未可子の未から「未来」を思いついたが、「Futures」だけでは味気なかったことからスタッフからTHEEが「大切な」、「あなたの」などを意味することを聞き、同時に未来が1つではないことも込めて付けた。

## 音楽性
3曲目「情熱」は、歌詞中のサルビアは、小松が幼少時に見た植物図鑑に掲載されていたサルビアの花から、リコリスは、小松の最寄り駅に咲いていた花にそれぞれ着想を得て採り入れられた。なおレコーディングでは息継ぎが大変だったことを明かしている。
4曲目「ソラウミ」は、『cosmic EXPO』制作中に小松が書いた温かい詞を渡辺が肉付けする形でキラキラした曲に仕上げている。
5曲目「冷たい部屋、一人」は、2ndシングル曲であり、テレビアニメ『K』のエンディングテーマ。
6曲目「夏至の果実（Sunset Cherry Mix）」は、オリジナルと違い、テクノ調にアレンジされている。
9曲目「Starry Rally」は、星空を航海する曲ということもあり、山下景子の『美人の日本語』に掲載されている雨水を意味する「潦」や船の標識を意味する「澪標」が歌詞に含まれている。なお『cosmic EXPO』同様星をテーマとしているものの、加藤茉莉香はクローズアップされていない。
10曲目「アンブレラ」は、自身のライブやイベントなどで雨が降ることが多く、かつ作詞を決意した日にも雨が降ったことから、傘をテーマとした楽曲に作りたいと思ったという。
ボーナストラックである12曲目「おすしのうた」は、以前ラジオで小松が発した寿司が食べたいという願望をスタッフが汲み取る形でテーマに採用された。なお作詞を担当した「おすしが食べ隊」は、3人組であること以外は詳細な情報が明らかにされていない。

## リリース・プロモーション
本アルバムは、2013年2月13日にスターチャイルドから発売された。小松のアルバムとしては前作『cosmic EXPO』から7か月ぶり、オリジナルアルバムとしては初のリリースとなる。初回生産分にはライブツアーへの優先申し込みもしくはプレゼント応募企画に参加するためのシリアルカードが封入されている。
本アルバムの発売を記念して、発売日に大阪のアメリカ村三角公園前にてフリーライブが、2月16日に新宿アルタ前 新宿ステーションスクエアにてゲリラライブが行われた。
本アルバムを引っ提げて、小松の初となるライブツアー『THEE Futures』が同年4月13日から6月29日まで4会場で開催された。各会場では会場限定シングル「ABC」が発売された。6月9日に行われたSHIBUYA O-WEST公演の模様を収録したBlu-ray DiscおよびDVDが、小松の2作目のライブ映像作品として同年8月21日にスターチャイルドから発売された。

## 収録曲
CD
1. THEE Futures [4:16]
  - 作詞：小松未可子、作曲・編曲：nishi-ken
2. Baby DayZ [3:11]
  - 作詞：中村彼方、作曲・編曲：星野純一
3. 情熱 [4:31]
  - 作詞：小松未可子、作曲：James Panda Jr.、編曲：James Panda Jr・the Zoo! Team
4. ソラウミ [5:24]
  - 作詞：小松未可子、作曲・編曲：渡辺健二
5. 冷たい部屋、一人 [3:56]
  - 作詞：atsuko、作曲：atsuko・KATSU、編曲：KATSU
6. 夏至の果実（Sunset Cherry Mix） [4:38]
  - 作詞・作曲・編曲：SiN
7. サーチライト [5:01]
  - 作詞・作曲・編曲：SiN
8. アラブルトラベル [3:42]
  - 作詞：只野菜摘、作曲・編曲：SiN
9. Starry Rally [4:38]
  - 作詞：小松未可子、作曲・編曲：SiN
10. アンブレラ [5:44]
  - 作詞：小松未可子、作曲・編曲：nishi-ken
11. LAKE LIKE LIFE [6:07]
  - 作詞：只野菜摘、作曲：James Panda Jr.、編曲：James Panda Jr・the Zoo! Team
12. おすしのうた（bonus track） [4:07]
  - 作詞：おすしが食べ隊、作曲：James Panda Jr.、編曲：James Panda Jr・the Zoo! Team

## チャート
| チャート（2013年）         | 最高位 |
| -------------------------- | ------ |
| オリコン                   | 21     |
| Billboard JAPAN Top Albums | 13     |
| サウンドスキャンジャパン   | 13     |

## ツアー日程
| 日付          | 都市     | 会場               |
| ------------- | -------- | ------------------ |
| 2013年4月13日 | 川崎市   | CLUB CITTA'        |
| 2013年5月4日  | 名古屋市 | 名古屋BOTTOM LINE  |
| 2013年5月5日  | 名古屋市 | 名古屋BOTTOM LINE  |
| 2013年6月9日  | 東京     | SHIBUYA O-WEST     |
| 2013年6月29日 | 大阪市   | 梅田クラブクアトロ |

## 関連商品
シングル「ABC」
ライブツアー『THEE Futures』会場限定販売。
1. ABC
  - 作詞・作曲・編曲：ナカムラヒロシ

2. ABC inst ver.

映像作品『小松未可子ライブツアー「THEE Futures」Blu-ray / DVD』
2013年8月21日発売。
- DISC1「6月9日SHIBUYA O-WESTライブ映像」
  1. THEE Futures
  2. サーチライト
  3. 砂漠のタイムマシン
  4. Baby DayZ
  5. Black Holy
  6. アンブレラ
  7. Up to COUNTDOWN...
  8. ユメノアリカ
  9. 冷たい部屋、一人
  10. 透明な夜空〜瞬く星に包まれて〜（宇宙の海ver.）
  11. ソラウミ
  12. 未來航路
  13. 夏至の果実
  14. M from...
  15. アラブルトラベル
  16. おすしのうた
  17. ABC
  18. LISTEN!!
  19. 情熱
  20. Infinity Sky
  21. Sunday (Encore)
  22. LAKE LIKE LIFE (Encore)
  23. Starry Rally (Encore)
  24.  ???? (Encore)

- DISC2「小松未可子2013年前半ドキュメント」（Blu-rayのみ）
  1. ゲリラライブ@大阪三角公園
  2. ゲリラライブ@新宿ステーションスクエア
  3. インストアライブ@タワーレコード新宿
  4. ABC（ジャケット撮影）
  5. こし散歩（アニメコンテンツエキスポ編）
  6. 「THEE Futures」ドキュメント1（川崎・名古屋）
  7. 終わらないメロディーを歌い出しました。（MV撮影&ジャケ写）
  8. 「THEE Futures」ドキュメント2（東京・大阪）
  9. こし散歩（大阪編）